# BMW M62
Con la sigla BMW M62 si intende una famiglia di motori a scoppio alimentati a benzina e prodotti dal 1996 al 2005 dalla casa automobilistica tedesca BMW.

## Storia, caratteristiche ed evoluzione

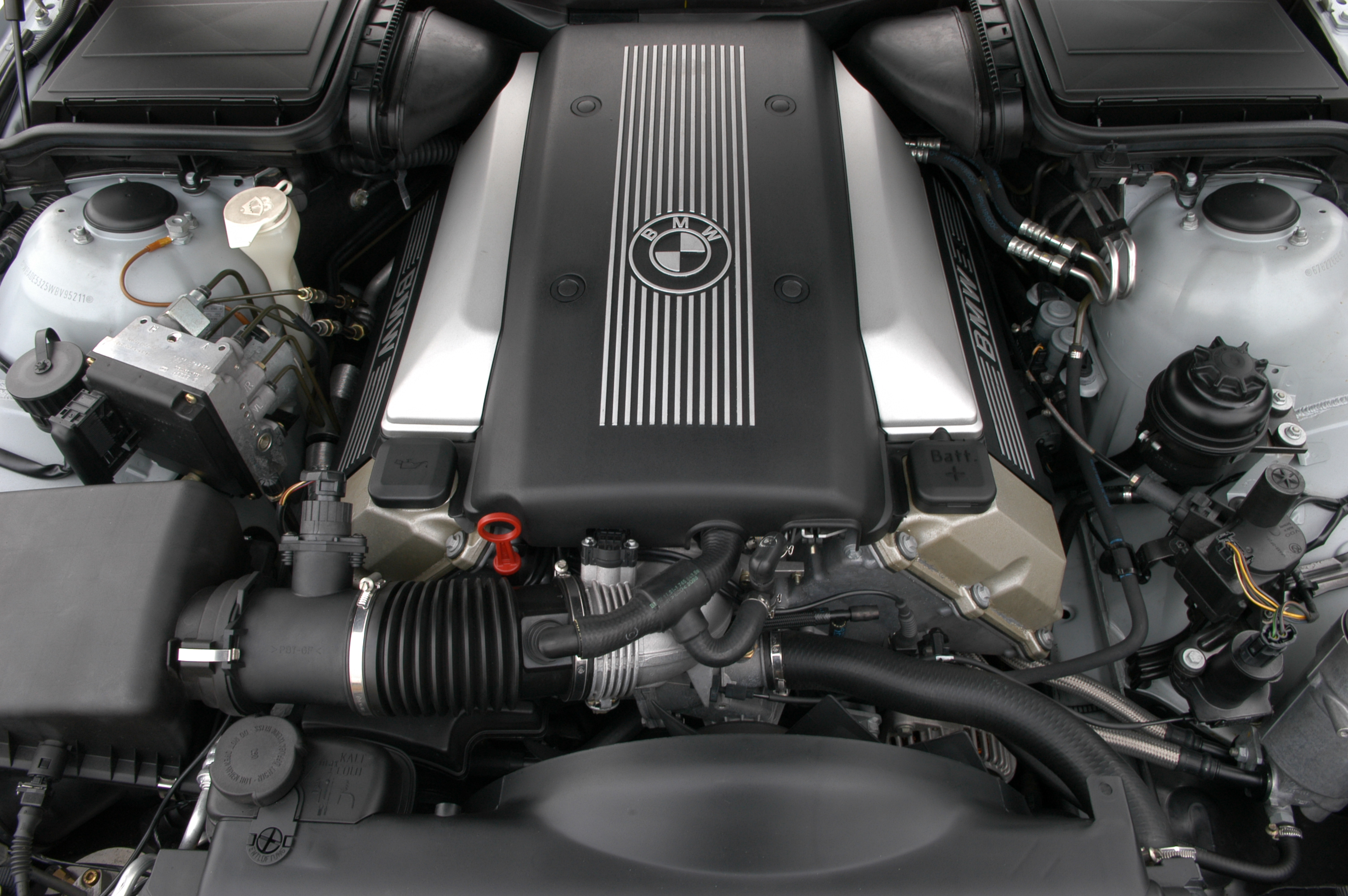
Vista di un M62B44

La nascita dei motori M62 si deve ad un marcato difetto presente nei motori M60 che stavano perciò per essere pensionati. Questo difetto stava nell'impiego di canne riportate in nikasil, una lega a base di nichel e silicio. Tale materiale si rivelò ben presto suscettibile di usura precoce dovuta alla sua scarsa resistenza nei confronti del potere corrosivo dei solfati presenti nella benzina commercializzata nei mercati nordamericani, da sempre settori strategici per la Casa bavarese. Perciò ben presto si corse ai ripari, anche perché tali motori erano destinati alle vetture top di gamma della Casa tedesca, un settore in cui la BMW si era sempre distinta per l'alta qualità dei suoi modelli.

### Genesi: la nuova tecnica dell'alusil
Non ci si poteva permettere nuovi errori, pertanto si studiò un nuovo metodo per realizzare canne cilindri leggere, ma nello stesso tempo resistenti e dotate di ottime proprietà di conduttività termica. Venne scartata a priori la soluzione delle canne in ghisa proprio perché poco conduttive e si prese seriamente in considerazione invece una nuova tecnica: in pratica il monoblocco viene realizzato utilizzato una lega di alluminio con un alto contenuto di silicio, denominata alusil. Anche le canne cilindri sono integrali e non riportate. Successivamente, mediante un trattamento elettrochimico, i cristalli di silicio vengono fatti esporre in superficie e quindi finiscono per essere esposti anche sulla superficie delle canne cilindri, creando una sorta di leggero rivestimento assai resistente all'usura ed agli agenti corrosivi presenti nel carburante. Il monoblocco, poiché finisce con l'ottenere un rivestimento delle canne in un materiale differente da quello utilizzato per il monoblocco stesso, viene considerato in ogni caso a canne riportate, anche se in realtà non è stato necessario fabbricare delle canne separate.

### Caratteristiche
A parte il monoblocco in lega di alluminio con canne riportate in alusil, le caratteristiche della nascente famiglia di motori M62 non erano dissimili da quelle che caratterizzarono a suo tempo la precedente famiglia di motori M60. In particolare:
- architettura di tipo V8 con angolo di 90° tra le bancate;
- albero a gomiti in un solo pezzo;
- bielle ottenute per sinterizzazione con cappelli smontabili;
- distribuzione a due assi a camme in testa per bancata;
- testata a 4 valvole per cilindro.

### Versioni
La famiglia M62 comprende 5 motorizzazioni con cilindrate comprese tra i 3.5 ed i 4.6 litri, e fino a 4.9 litri se si conta anche una sesta motorizzazione strettamente imparentata con la famiglia M62 e che prende il nome di S62. La famiglia M62 è stata sostituita nel 2005 dalla famiglia N62, già presente su alcuni modelli BMW dal 2002. Di seguito vengono riportate le caratteristiche di ogni versione della famiglia M62.

#### M62B35
Questa versione è nata sulla base della precedente unità M60B30, rispetto alla quale è stata allungata la misura della corsa da 67.6 a 78.9 mm, mentre è rimasta invariata la misura dell'alesaggio (84 mm). La cilindrata totale è di 3498 cm³. I valori di erogazione prevedono una potenza massima di 235 CV a 5700 giri/min ed una coppia massima di 320 Nm a 3300 giri/min. Tale motore è stato montato su:
- BMW 535i E39 (1996-98);
- BMW 735i E38 (1996-98).

#### M62TUB35
Introdotta nel 1998, è un'evoluzione del precedente motore: si tratta infatti dello stesso 3.5 litri visto poco sopra, ma con in più il sistema a fasatura variabile VANOS che regola la fasatura delle valvole di aspirazione in funzione del carico del motore. Tale propulsore è stato proposto in due varianti.

La prima variante erogava fino a 245 CV a 5800 giri/min e fino a 345 N·m a 3800 giri/min, ed è stata montata sulle BMW 535i E39 prodotte tra il 1998 ed il 2003.

La seconda variante erogava invece una potenza massima di 238 CV a 5800 giri/min, e sempre con il medesimo valore massimo di coppia. Questo motore è stato montato sulle BMW 735i E38 prodotte tra il 1998 ed il 2001.

#### M62B44
Questo motore ha una cilindrata di 4398 cc, ottenuta grazie ad un alesaggio di 92 mm ed una corsa di 82.7 mm. La sua potenza massima era di 286 CV a 5750 giri/min, mentre la coppia massima era di 420 N·m a 3900 giri/min. Dal 1998 questo motore ha beneficiato dell'arrivo del dispositivo VANOS sul lato aspirazione, cosicché la coppia massima fu portata a 440 Nm a 3600 giri/min. Tale motore è stato montato su:
- BMW 540i E39 (1996-98);
- BMW 740i/740iL E38 (1994-98);
- BMW 840Ci E31 (1996-98).

#### M62TÜB44
Si tratta del precedente propulsore, ma con in più il dispositivo VANOS per la fasatura variabile. Tale motore è dotato inoltre di un corpo farfallato a regolazione elettronica ed eroga la medesima potenza massima, ma con un picco di coppia salito da 420 a 440 N·m, disponibili oltretutto ad un regime di 3600 giri/min anziché 3900. Tale motore è stato montato su svariati modelli, anche non recanti il marchio BMW. Ecco di seguito le applicazioni di questo propulsore:
- BMW 540i E39 (1998-03);
- BMW 740i/740iL E38 (1998-01);
- BMW X5 4.4i E53 (1999-03);
- Range Rover (2003-05);
- Morgan Aero 8 (2000-04).

#### M62B46
È la versione di punta della famiglia M62: ha misure di alesaggio e corsa pari a 93x85 mm, per una cilindrata totale di 4619 cc. Questo motore è stato utilizzato nel 1997 sulla Alpina B10 V8 E39, con potenza massima di 340 CV a 5700 giri/min, e sulla BMW X5 4.6is E53, con 347 CV a 5700 giri/min prodotta tra il 2002 ed il 2003. Il picco di coppia è pari a 480 N·m a 3700 giri/min.

#### S62B50
È una versione sportiva, imparentata strettamente con la famiglia M62, ma rivista dai tecnici della BMW Motorsport e considerata quindi come un motore a parte.